# Carl-Cedric Coulianos
Carl-Cedric Coulianos, född 1930, är en svensk entomolog och ekolog. Som akademiker var han verksam som universitetslektor vid zoologiska institutionen på Stockholms universitet. Han har framförallt specialiserat sig på skinnbaggar och stritar, och i synnerhet de nordiska och baltiska skinnbaggarnas faunistik och biologi. Inom gruppen skinnbaggar har han givit extra fokus åt bärfisar, där han bland annat har gett de flesta bärfisarterna deras svenska namn. Han har även arbetat med gallbildning hos växter.
1947 var Coulianos med och grundade Fältbiologerna. Han var även organisationens första ordförande. Han har skrivit flera böcker om insekter, och hördes under 1990-talet i radioprogrammet Naturväktarna.